# Honkasaari (ö i Finland, Norra Karelen, Joensuu, lat 63,27, long 29,36)
Honkasaari är en ö i Finland. Den ligger i sjön Pielisjärvi och i kommunen Juga i den ekonomiska regionen  Joensuu ekonomiska region  och landskapet Norra Karelen, i den centrala delen av landet, 400 km nordost om huvudstaden Helsingfors. Öns största längd är 3,9 kilometer i nord-sydlig riktning.